# オマール・リナレス
オマール・リナレス・イスキエルド（Omar Linares Izquierdo、1967年10月23日 - ）は、キューバ出身の元野球選手。内野手（一塁手・三塁手）、右投げ右打ち。
日本プロ野球の中日ドラゴンズでは主に一塁手としてプレーした。現在は中日に巡回コーチ・スコアラーとして所属している。

## 経歴
スポーツ専門学校のスポーツイニシエーションスクール出身。1982-1983シーズンにわずか15歳でキューバの国内リーグ"セリエ・ナシオナル・デ・ベイスボル"デビュー。これはほとんど例がないくらいの抜擢であった（通常、毎年各州数人級のトップクラスが18歳、年に国内数人の大物が17歳、稀に16歳で出場する例がある）。17歳の時にキューバ代表入りをした。これも非常に珍しく、2000年以降の例では2002年のユリエスキ・グリエルのみで、10代での代表入りまで広げて見ても、2000年以降の例では2002年（18歳）、2004年のフランク・モンティエ、2005年のヤディエル・ペドロソ、2007年のアロルディス・チャップマン（いずれも19歳）しかいない。
以後、リナレスは3番・三塁手としてオレステス・キンデラン、アントニオ・パチェコ（ともに元シダックス）らと共に世界選手権4連覇、バルセロナ・アトランタ五輪連覇などキューバ代表の主軸として国際大会で活躍。都度々対戦した日本の野球関係者が「エラーしたのを見たことがない」と言うほど三拍子揃った選手として知られ、「キューバの至宝」と称された。
キューバの選手の解禁が噂されたアトランタ五輪後に「長嶋さんのいる巨人でプレーしたいです」とこっそり手紙を書いていた。巨人のフロントも1996年3月にフィデル・カストロ国家評議会議長とコンタクトを取るなど、積極的にパイプ作りに励んでいた。巨人戦は日本に来た時にテレビ観戦をする機会が多く、リナレスは「監督としての采配ぶりが凄い」と語っていた。また、日本遠征時にテレビ番組の企画で草野球チームとエキシビジョンゲームを行った際にも相手選手から「ぜひ巨人入りして下さい」と言われたことがある。1996年、アトランタオリンピックでキューバと対戦した日本代表の福留孝介（共に後の同僚）は、三塁の守備に就いていた際に見たリナレスの打球を「それまで見たことのないほど（打球が）速かった」と後に語っており、全盛期の実力をうかがうことができる。国内リーグでは1984-1985（.409）､1985-1986（.426）､1989-1990（.442）､1991-1992（.386）､1992-1993（.446）シーズンと計5度の首位打者を獲得した。2001年、ナショナルチームの世代交代に伴い、代表を引退し、国内リーグも次のシーズンを最後に引退した。
キューバで完全に引退してオフだった2002年6月、日本プロ野球のシーズン途中より電撃的に中日ドラゴンズに入団。報酬額としては日本円にして年600万円ほどであったが、これは当時キューバの野球選手はあくまでアマチュアでトップクラスの選手は国家公務員であるため、来日してプレーする際のキューバ側の条件は、「あくまでも日本の野球技術を学ぶための研修派遣であり、選手はプロ契約に見合う高額の報酬は受け取らず、キューバ政府に対して施設整備などの協力金を支払う」というものだった（キューバのスポーツ参照）。そのためリナレスの報酬は外国人選手としては格安であったが、別にキューバの球場改装費用（ラバーフェンス設置）を中日球団が受け持ったという事情が挙げられる。なお、2007年に中日球団はこの改装に携わった記念として、カストロ議長のメッセージと球団ロゴの入ったフェンス用ステッカーを贈呈している。
来日前のインタビューで当時の日本のシーズン本塁打最多記録の55本について「それだけなの?」と半ばあざ笑うかのように自信を見せていたが、中日在籍時には既に30代半ばで全盛期よりも太り、往年のバッティングはすでに影を潜めていた。2004年の優勝には守備に長けている渡邉博幸と共に、一塁手として活躍。日本シリーズでは西武ライオンズに敗れはしたものの、2本塁打を放つなど活躍し、一発勝負での強さを見せた。なおかつヒットはすべて初球打ちであった。同年オフに構想外となり、現役を引退した。
中日球団はリナレス解雇の発表後、「今後はキューバと日本の橋渡し役を担ってほしい」とコメントしていたが、当のリナレス本人が帰国後、音信不通状態になっていた。しかし、2010年に行われた世界大学野球選手権において、キューバチームの打撃コーチとして6年ぶりに来日。また、7月後半の中日対巨人（東京ドーム）での試合前練習を訪れ、岩瀬仁紀ら自身が所属していた時の選手達との再会を果たした。
2016年7月、中日ドラゴンズに編成スタッフとして入団。巡回打撃コーチ兼球団通訳に就任した。なお、NPBへのコーチ登録はしておらず、背番号は無い。また、球団公式サイトに顔写真なども掲載されていない。それらに加えて、キューバ担当としても活動しており、キューバの選手の発掘も行っている。

## 詳細情報

### 年度別打撃成績
| 年 度    | 球 団    | 試 合 | 打 席 | 打 数 | 得 点 | 安 打 | 二 塁 打 | 三 塁 打 | 本 塁 打 | 塁 打 | 打 点 | 盗 塁 | 盗 塁 死 | 犠 打 | 犠 飛 | 四 球 | 敬 遠 | 死 球 | 三 振 | 併 殺 打 | 打 率 | 出 塁 率 | 長 打 率 | O P S |
| -------- | -------- | ----- | ----- | ----- | ----- | ----- | -------- | -------- | -------- | ----- | ----- | ----- | -------- | ----- | ----- | ----- | ----- | ----- | ----- | -------- | ----- | -------- | -------- | ----- |
| 2002     | 中日     | 16    | 51    | 46    | 2     | 8     | 0        | 0        | 1        | 11    | 5     | 0     | 0        | 0     | 0     | 5     | 0     | 0     | 19    | 1        | .174  | .255     | .239     | .494  |
| 2003     | 中日     | 56    | 162   | 144   | 19    | 33    | 9        | 0        | 6        | 60    | 28    | 0     | 0        | 1     | 0     | 15    | 1     | 2     | 49    | 0        | .229  | .311     | .417     | .727  |
| 2004     | 中日     | 60    | 182   | 159   | 19    | 45    | 7        | 0        | 4        | 64    | 28    | 0     | 0        | 0     | 2     | 21    | 0     | 0     | 45    | 3        | .283  | .363     | .403     | .765  |
| NPB：3年 | NPB：3年 | 132   | 395   | 349   | 40    | 86    | 16       | 0        | 11       | 135   | 61    | 0     | 0        | 1     | 2     | 41    | 1     | 2     | 113   | 4        | .246  | .327     | .387     | .714  |

### キューバ国内リーグ（選抜リーグ含む）通算打撃成績（20シーズン）
打率.368（歴代1位）　出塁率.487（歴代1位）　長打率.644（歴代1位）　OPS1.131（歴代1位）
1700試合　5962打数　2195安打　327二塁打　54三塁打　1327四球　235敬遠　106死球　675三振　404本塁打（歴代3位）　1221打点　246盗塁　95盗塁死

### 記録
NPB
- 初出場・初先発出場：2002年7月23日、対広島東洋カープ16回戦（ナゴヤドーム）、5番・一塁手として先発出場
- 初安打・初打点：同上、8回裏に黒田博樹から左前決勝2点適時打
- 初本塁打：2002年7月27日、対阪神タイガース16回戦（阪神甲子園球場）、1回表にバディ・カーライルから右越2ラン

### 背番号
- 44 （2002年）
- 38 （2003年 - 2004年）

### 代表歴
- 1992年バルセロナオリンピックの野球競技・キューバ代表
- 1996年アトランタオリンピックの野球競技・キューバ代表
- 2000年シドニーオリンピックの野球競技・キューバ代表